# Sidónio Pais
Sidónio Bernardino Cardoso da Silva Pais (ur. 1 maja 1872 w Caminha, zm. 14 grudnia 1918 w Lizbonie) – portugalski polityk i dyplomata, major armii portugalskiej, profesor matematyki Uniwersytetu w Coimbrze.

## Życiorys
Od 3 września do 12 listopada 1911 minister robót publicznych, handlu i przemysłu, od 12 listopada 1911 do 16 czerwca 1912 minister finansów, od 1912 do 1916 ambasador w Niemczech, od 5 grudnia 1917 do 11 maja 1918 minister spraw zagranicznych i jednocześnie wojny. W grudniu 1917 stanął na czele przewrotu, od tego czasu do maja 1918 szef junty i premier, od maja do grudnia 1918 prezydent Portugalii. Wbrew zapowiedziom nie zdołał ustabilizować sytuacji w kraju. Zginął w zamachu, zastrzelony na dworcu stacji kolejowej w Lizbonie wskutek spisku przeciwników politycznych.